# Valotte
Valotte (рус. Вало́тт) — дебютный студийный альбом британского музыканта Джулиана Леннона, выпущен 15 октября 1984 года лейблом Atlantic Records для США и Канады, и лейблом Charisma/Virgin Records для остального мира.
Valotte записывался на нескольких студиях, таких как Muscle Shoals Sound Studio в городе Масл-Шолс (шт. Алабама, США) и The Hit Factory в Нью-Йорке.
Альбом был сертифицирован RIAA как золотой 9 января 1985 года; всего два месяца спустя, 13 марта 1985 года, был сертифицирован как платиновый, проданный в количестве более миллиона экземпляров.
В 1987 году альбом был выпущен в СССР по лицензии Virgin Records фирмой «Мелодия».

## Список композиций
Слова и музыка всех песен —  — Джулиан Леннон, кроме указанных особо.
| №  | Название            | Автор(ы)                                                          | Длительность |
| -- | ------------------- | ----------------------------------------------------------------- | ------------ |
| 1. | «Valotte»           | Джулиан Леннон, Джастин Клейтон, Карлтон Моралес                  | 4:15         |
| 2. | «O.K. for You»      | Джулиан Леннон, Джастин Клейтон, Карлтон Моралес, Кармело Луджери | 3:38         |
| 3. | «On the Phone»      |                                                                   | 4:42         |
| 4. | «Space»             |                                                                   | 4:22         |
| 5. | «Well I Don’t Know» |                                                                   | 4:35         |

| №  | Название                | Автор(ы)     | Длительность |
| -- | ----------------------- | ------------ | ------------ |
| 1. | «Too Late for Goodbyes» |              | 3:30         |
| 2. | «Lonely»                |              | 3:50         |
| 3. | «Say You’re Wrong»      |              | 3:25         |
| 4. | «Jesse»                 | Чайна Бёртон | 3:48         |
| 5. | «Let Me Be»             |              | 2:12         |

## Над альбомом работали
- Джулиан Леннон — ведущий вокал, бэк-вокал, бас-гитара, клавишные, драм-машина Simmons[англ.], перкуссия

Музыканты:
- Джастин Клейтон[англ.] — гитара
- Карлтон Моралес — гитара
- Мартин Брайли[англ.] — гитара (песня 6)
- Деннис Херринг — гитара (песня 9)
- Барри Бекетт[англ.] — клавишные
- Дэвид ЛеБолт — клавишные
- Питер Вуд — клавишные
- Дэвид Худ[англ.] — бас-гитара
- Маркус Миллер — бас-гитара
- Кармин Рохас — бас-гитара
- Роджер Хокинс[англ.] — барабаны
- Стив Холли[англ.] — барабаны, перкуссия
- Ральф Макдональд[англ.] — перкуссия
- Тутс Тилеманс — губная гармоника (песня 6)
- Майкл Брекер — саксофон, соло на саксофоне (песня 7)
- Ронни Кубер[англ.] — саксофон
- Лоуренс Фельдман — саксофон
- Джордж Янг — саксофон
- Джон Фаддис[англ.] — труба
- Джо Шепли — труба
- Рори Додд[англ.] — бэк-вокал
- Эрик Тройер[англ.] — бэк-вокал[16]

| Технический персонал: - Фил Рамон — музыкальный продюсер - Джозеф Д’Амброзио — координатор производственного процесса - Барри Бекетт и Muscle Shoals Rhythm Section — аранжировки - Дэйв Мэттьюс — аранжировки духовой секции - Пит Грин — звукоинженер - Брэдшоу Ли — инженер сведе́ния - Майк Аллиаре — ассистент звукоинженера - Майкл Барри — ассистент звукоинженера - Бобби Коэн — ассистент звукоинженера - Ли Дэйли — ассистент звукоинженера - Джон Давенпорт — ассистент звукоинженера | Технический персонал: - Скотт Джеймс — ассистент звукоинженера - Питер Миллус — ассистент звукоинженера - Джон Пензотти — ассистент звукоинженера - Майкл Сомерс-Эбботт — ассистент звукоинженера - Билл Штраус — ассистент звукоинженера - Тед Йенсен — инженер мастеринга - Боб Дефрин — дизайн обложки - Джулиан Леннон — дизайн обложки - Дэвид Майкл Кеннеди — фотография на обложке - Дин Гордон — фотография |

## Позиции в хит-парадах
| Год       | Хит-парад                        | Высшая позиция | Пребывание |
| --------- | -------------------------------- | -------------- | ---------- |
| 1984—1985 | Австралия (Kent Music Report)    | 8              | нет данных |
| 1984—1985 | Великобритания (UK Albums Chart) | 20             | 15 недель  |
| 1984—1985 | Канада (RPM Albums Chart)        | 12             | 36 недель  |
| 1984—1985 | Новая Зеландия (RMNZ)            | 15             | 12 недель  |
| 1984—1985 | США (Billboard 200)              | 17             | 46 недель  |
| 1984—1985 | ФРГ (Offizielle Top 100)         | 60             | 6 недель   |
| 1984—1985 | Швеция (Sverigetopplistan)       | 15             | 4 недели   |
| 1984—1985 | Япония (Oricon)                  | 41             | нет данных |

| Хит-парад (1984)               | Позиция |
| ------------------------------ | ------- |
| Канада (RPM Year-End)          | 76      |
| Хит-парад (1985)               | Позиция |
| Австралия (Kent Music Report)  | 63      |
| Канада (RPM Year-End)          | 34      |
| США (Billboard Top Pop Albums) | 30      |

## Сертификации
| Регион                                                      | Сертификация | Продажи    |
| ----------------------------------------------------------- | ------------ | ---------- |
| Великобритания (BPI)                                        | Серебряный   | 60 000^    |
| США (RIAA)                                                  | Платиновый   | 1 000 000^ |
| ^ Данные о тиражах приведены только на основе сертификации. |              |            |